# Gaius Memmius (Konsul 34 v. Chr.)

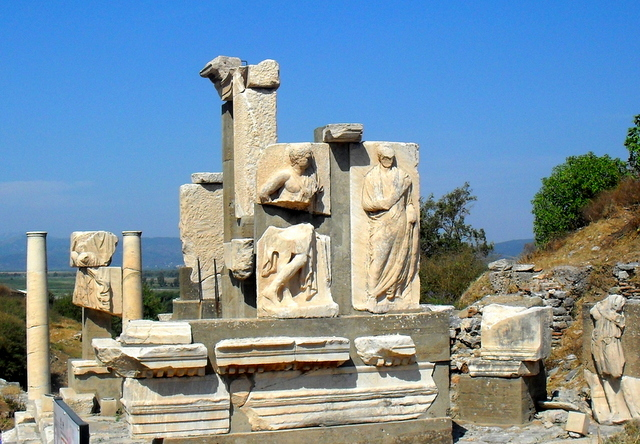
Memmius-Monument in Ephesos

Gaius Memmius war ein römischer Senator der späten Republik.
Er war der Sohn des Gaius Memmius, Prätor 58 v. Chr., und der Cornelia Fausta, wodurch er ein Enkel des Diktators Lucius Cornelius Sulla Felix war. Als homo novus ist über seine Karriere wenig bekannt. Im Jahr 34 v. Chr. diente er als Suffektkonsul, wobei er Lucius Scribonius Libo ablöste. Später, nach 30 v. Chr., war er Prokonsul der Provinz Asia. Während seiner Amtszeit als Prokonsul ließ er in Ephesos, seinem Amtssitz als Prokonsul Asiae, ein Monument errichten, das ihn und drei Generationen seiner Familie ehrte. Die Inschrift dieses noch erhaltenen Monuments lautet:
C(aio) Memmio C(ai) f(ilio) Sullae Felicis n(epoti) ex pecunia sua.
(„Für Gaius Memmius, Sohn des Gaius, Enkel des Sulla Felix, (errichtet) aus seinem eigenen Vermögen.“)